# Sonora occipitalis
Sonora occipitalis — вид змій родини полозових (Colubridae). Ендемік США.

## Опис
Загальна довжина коливається від 25 до 42 см, зазвичай 40 см. Голова сплощена, морда має лопатоподібну форму, пристосовану для риття. Тулуб стрункий з гладенькою та блискучою лускою. Забарвлення кремового кольору з вузькими чорними поперечними смугами на спині, іноді між ними бувають червоні смуги.

## Поширення і екологія
Sonora annulata мешкають на південному сході Каліфорінії, на півдні Невади та на південному заході Аризони. Вони живуть в пустелі Мохаве, серед мескітових і креозонтових кущів, кактусів і піщаних дюн, в руслах пересохлих річок. Зустрічаються на висоті до 1500 м над рівнем моря. Живляться комахами та іншими безхребетними, зокрема скорпіонами. Відкладають яйця, в кладці від 4 до 9 яєць.